# Toshiaki Karasawa
Toshiaki Karasawa (唐沢 寿明, Karasawa Toshiaki), né le 3 juin 1963 à Tokyo (arrondissement de Taitō), au Japon, est un acteur japonais.

## Biographie
Toshiaki Karasawa se marie en 1995 avec Tomoko Yamaguchi.

## Filmographie partielle

### Au cinéma
- 1991 : Oishii kekkon : Tamotsu Kawamata
- 1991 : Haro harinezumi
- 1992 : Mirai no omoide: Last Christmas : Kirinami
- 1993 : Kôkô kyôshi : Kazuki Hano
- 1994 : Kowagaru hitobito : TV reporter
- 1995 : Kimi wo wasurenai : Captain Shinpei Mochizuki
- 1995 : Basudei purezento : Katsuya Morisaki
- 1997 : Koi wa maiorita : Kanzaki Keiichiro
- 1997 : Welcome Back, Mr. McDonald (Rajio no jikan) : Manabu Kudo, the director
- 1999 : Mayonaka made
- 2001 : Minna no ie : Eiji Yanagisawa - Interior Designer
- 2003 : Ao no hono-o : Shintaro Kanzaki
- 2004 : Warau Iemon : Iemon
- 2004 : Casshern : Burai
- 2006 : The Uchōten Hotel (THE 有頂天ホテル, The uchōten hoteru?) de Kōki Mitani : Juichi Akamaru
- 2008 : The Magic Hour (ザ・マジックアワー, Za majikku awā?) de Kōki Mitani : Abeshi
- 2008 : 20-seiki shônen: Honkaku kagaku bôken eiga : Kenji Endô
- 2008 : Hebi ni piasu : Police Officer at reception desk
- 2009 : 20-seiki shônen: Dai 2 shô - Saigo no kibô : Kenji 'Kenji' Endo
- 2009 : 20-seiki shônen: Saishû-shô - Bokura no hata : Kenji Endo
- 2011 : Taiheiyou no kiseki: Fokkusu to yobareta otoko : Horiuchi
- 2011 : Sutekina kanashibari
- 2014 : In za hîrô
- 2015 : Sugihara Chiune : Chiune 'Sempo' Sugihara

### À la télévision
- 2020 : 24 Japan (série télévisée) : Genba Shidō